# 박희진 (시인)
박희진(朴喜璡, 1931년 12월 4일~2015년 3월 31일)은 대한민국의 시인이다.1955년에 시인 조지훈, 이한직의 추천으로 《문학예술》을 통해 등단했다. 1961년부터 1967년까지 시동인지인 육십년대사화집을 주도했으며, 1979년 4월에  공간 시낭독회를 창립했다.

## 수상 내역
- 1976년: 월탄문학상
- 1991년: 한국시협상
- 1999년: 보관문화훈장
- 2000년: 상화시인상
- 2011년: 펜문학상
- 2012년: 제1회 녹색문학상